# 山県太華
山県 太華（やまがた たいか）は、江戸時代末期（幕末）の武士（長州藩士）、儒学者。諱は禎。

## 経歴
周防国吉敷郡天華村にて生まれる。亀井南冥に古文辞学を学んだが、のち江戸の林家で朱子学を学ぶ。
文化7年（1810年）藩校・明倫館の学頭助役となり、文化9年（1812年）には藩主側儒に取り立てられ、また文政7年（1824年）までは明倫館学頭も兼任する。天保6年（1835年）再び明倫館学頭兼祭酒となり、以後朱子学の普及に努めた。嘉永2年（1849年）明倫館の新舎建設や式目作法改正に尽力し、嘉永4年（1851年）藩命を受けて「四書集注」の訓点改めを行った。嘉永5年（1852年）病を得て隠居。右半身に麻痺の症状があったという。養子に半蔵（後の宍戸璣）を迎えて晩年を過ごした。
安政3年（1856年）に吉田松陰との間で行われた国体論争は有名で、松陰が一君万民論を日本固有の君臣関係と主張したのに対し、太華は君臣関係は世界万国に共通する規範であるという朱子学的見解から批判を加えた。そのほか松陰の著書『講孟箚記』を急進的に過ぎると批判するなど、松陰には批判的な見解を取っていた。松陰も自説を曲げることはなかったが、太華の学問への態度を高く評価している。

## 登場する作品
- 『花燃ゆ』 - 2015年、NHK、演：藤田宗久